# Caio Bonfim
Caio Oliveira de Sena Bonfim (Sobradinho, 19 marzo 1991) è un marciatore brasiliano, vice-campione olimpico nella marcia 20 km a Parigi 2024.

## Biografia
Inizia a praticare l'atletica leggera all'età di 16 anni, specializzandosi sin da subito nella marcia, dovendo tuttavia subire insulti e pregiudizi di persone omofobe che lo accusavano di omosessualità per via dei movimenti innaturali di tale specialità.
Il 12 agosto partecipa alla marcia 20 km dei Giochi olimpici di Rio de Janeiro 2016, dove ottiene a gran sorpresa un quarto posto in 1h19'42", tempo che lo rende tra l'altro nuovo detentore del record nazionale. In corsa per il bronzo sino all'ultimo giro, nella parte finale di gara Bonfim viene staccato dall'australiano Dane Bird-Smith, il quale terminerà la gara alle spalle del duo cinese composto da Wang Zhen e Cai Zelin. 
Ad una settimana di distanza, Bonfim prende parte anche alla marcia 50 km, ottenendo un nono posto con una prestazione di 3h47'02", anche in questo caso nuovo record nazionale.
Ai Giochi olimpici estivi di Parigi 2024 ha vinto l'argento nella marcia 20 km, preceduto sul podio dall'ecuadoriano Brian Pintado.

## Palmarès
| Anno | Manifestazione             | Sede           | Evento           | Risultato | Prestazione | Note                                     |
| ---- | -------------------------- | -------------- | ---------------- | --------- | ----------- | ---------------------------------------- |
| 2008 | Mondiali juniores          | Bydgoszcz      | Marcia 10000 m   | 6º        | 42'18"33    |                                          |
| 2010 | Giochi sudamericani        | Medellín       | Marcia 20 km     | Bronzo    | 1h33'05"    |                                          |
| 2010 | Mondiali juniores          | Moncton        | Marcia 10000 m   | 4º        | 41'32"28    |                                          |
| 2011 | Campionati sudamericani    | Buenos Aires   | Marcia 20 km     | 4º        | 1h20'58"    | Record nazionale                         |
| 2011 | Universiadi                | Shenzhen       | Marcia 20 km     | 7º        | 1h27'19"    |                                          |
| 2011 | Mondiali                   | Taegu          | Marcia 20 km     | 17º       | 1h24'29"    |                                          |
| 2011 | Giochi panamericani        | Guadalajara    | Marcia 20 km     | dnf       | dnf         |                                          |
| 2012 | Giochi olimpici            | Londra         | Marcia 20 km     | 39º       | 1h24'45"    |                                          |
| 2013 | Campionati sudamericani    | Cartagena      | Marcia 20 km     | Oro       | 1h24'28"    |                                          |
| 2013 | Mondiali                   | Mosca          | Marcia 20 km     | dq        | dq          |                                          |
| 2015 | Giochi panamericani        | Toronto        | Marcia 20 km     | Bronzo    | 1h24'43"    |                                          |
| 2015 | Mondiali                   | Pechino        | Marcia 20 km     | 6º        | 1h20'44"    | Miglior prestazione personale stagionale |
| 2016 | Campionati ibero-americani | Rio de Janeiro | Marcia 20 km     | Oro       | 1h26'40"    |                                          |
| 2016 | Giochi olimpici            | Rio de Janeiro | Marcia 20 km     | 4º        | 1h19'42"    | Record nazionale                         |
| 2016 | Giochi olimpici            | Rio de Janeiro | Marcia 50 km     | 9º        | 3h47'02"    | Record nazionale                         |
| 2017 | Mondiali                   | Londra         | Marcia 20 km     | Bronzo    | 1h19'04"    | Record nazionale                         |
| 2019 | Giochi panamericani        | Lima           | Marcia 20 km     | Argento   | 1h21'57"    |                                          |
| 2019 | Giochi panamericani        | Lima           | Marcia 50 km     | 4º        | 3h57'54"    |                                          |
| 2019 | Mondiali                   | Doha           | Marcia 20 km     | 13º       | 1h13'32"    |                                          |
| 2021 | Giochi olimpici            | Tokyo          | Marcia 20 km     | 13º       | 1h23'21"    |                                          |
| 2022 | Mondiali                   | Eugene         | Marcia 20 km     | 6º        | 1h19'51"    |                                          |
| 2022 | Mondiali                   | Eugene         | Marcia 35 km     | 7º        | 2h25'14"    |                                          |
| 2022 | Giochi sudamericani        | Asunción       | Marcia 20 km     | Bronzo    | 1h21'01"    |                                          |
| 2022 | Giochi sudamericani        | Asunción       | Marcia 35 km     | Oro       | 2h34'17"    | Record dei Giochi                        |
| 2023 | Mondiali                   | Budapest       | Marcia 20 km     | Bronzo    | 1h17'47"    | Record nazionale                         |
| 2023 | Mondiali                   | Budapest       | Marcia 35 km     | 10º       | 2h27'45"    |                                          |
| 2023 | Giochi panamericani        | Santiago       | Marcia 20 km     | Argento   | 1h19'24"    |                                          |
| 2023 | Giochi panamericani        | Santiago       | Marcia a squadre | Bronzo    | 3h02'14     |                                          |
| 2024 | Giochi olimpici            | Parigi         | Marcia 20 km     | Argento   | 1h19'09"    |                                          |
| 2024 | Giochi olimpici            | Parigi         | Staffetta mista  | 7ª        | 2h54'08"    |                                          |